# Episodi di Teen Titans Go! (serie animata) (settima stagione)
La settima stagione della serie animata Teen Titans Go!, è stata trasmessa negli Stati Uniti, da Cartoon Network, dall'8 gennaio 2021 al 16 settembre 2022. In Italia viene trasmessa dal 4 ottobre 2021 su Cartoon Network.
| nº | Titolo originale                                               | Titolo italiano                       | Prima TV USA      | Prima TV Italia |
| -- | -------------------------------------------------------------- | ------------------------------------- | ----------------- | --------------- |
| 1  | Justice League's Next Top Talent Idol Star: Dance Crew Edition | Next Top Talent Idol: Gruppi di ballo | 8 gennaio 2021    | 4 ottobre 2021  |
| 2  | Justice League's Next Top Talent Idol Star: Dance Crew Edition | Next Top Talent Idol: Gruppi di ballo | 8 gennaio 2021    | 5 ottobre 2021  |
| 3  | Feed Me                                                        | Paperotto di Marshmallow              | 3 aprile 2021     | 12 ottobre 2021 |
| 4  | Pig in a Poke                                                  | L'artista della truffa                | 8 maggio 2021     | 13 ottobre 2021 |
| 5  | P.P.                                                           | P.P.                                  | 15 maggio 2021    | 14 ottobre 2021 |
| 6  | A Little Help Please                                           | Soccorso agli animatori               | 22 maggio 2021    | 15 ottobre 2021 |
| 7  | Marv Wolfman and George Pérez                                  | I nuovi Teen Titans                   | 29 maggio 2021    |                 |
| 8  | Space House                                                    | La casa nello spazio                  | 31 maggio 2021    | 6 ottobre 2021  |
| 9  | Space House                                                    | La casa nello spazio                  | 31 maggio 2021    | 7 ottobre 2021  |
| 10 | Space House                                                    | La casa nello spazio                  | 31 maggio 2021    | 8 ottobre 2021  |
| 11 | Space House                                                    | La casa nello spazio                  | 31 maggio 2021    | 11 ottobre 2021 |
| 12 | Cy & Beasty                                                    | Il gatto e il topo                    | 2 agosto 2021     | 19 ottobre 2021 |
| 13 | T is for Titans                                                | T di Titans                           | 3 agosto 2021     | 18 ottobre 2021 |
| 14 | Creative Geniuses                                              | Geni creativi                         | 4 agosto 2021     | 8 marzo 2022    |
| 15 | Manor and Mannerisms                                           | Il ballo a villa Wayne                | 5 agosto 2021     | 9 marzo 2022    |
| 16 | Trans Oceanic Magical Cruise                                   | I Titans in crociera                  | 6 agosto 2021     | 10 marzo 2022   |
| 17 | Polly Ethylene and Tara Phthalate                              | Operazione pulizia                    | 4 settembre 2021  | 14 marzo 2022   |
| 18 | EEbows                                                         | La rivolta dei Gomiti                 | 11 settembre 2021 | 16 marzo 2022   |
| 19 | Batman's Birthday Gift                                         | Il regalo di Batman                   | 18 settembre 2021 | 15 marzo 2022   |
| 20 | What a Boy Wonders                                             | Il club del libro                     | 25 settembre 2021 | 17 marzo 2022   |
| 21 | Doomsday Preppers                                              | L'arrivo di Doomsday                  | 2 ottobre 2021    | 21 marzo 2022   |
| 22 | Fat Cats                                                       | Ricchi sfondati                       | 9 ottobre 2021    | 6 giugno 2022   |
| 23 | Jam                                                            | Il Roller Derby                       | 16 ottobre 2021   | 11 marzo 2022   |
| 24 | DC                                                             | Il compleanno di Wonder Woman         | 23 ottobre 2021   | 7 marzo 2022    |
| 25 | Pepo the Pumpkinman                                            | Pepo il pupazzo di zucca              | 27 ottobre 2021   | 18 marzo 2022   |
| 26 | Breakfast                                                      | Troppa colazione                      | 6 novembre 2021   | 8 giugno 2022   |
| 27 | Captain Cool                                                   | Capitan Tosto                         | 13 novembre 2021  | 10 giugno 2022  |
| 28 | A Doom Patrol Thanksgiving                                     | Il Ringraziamento con la Doom Patrol  | 19 novembre 2021  | 22 marzo 2022   |
| 29 | A Doom Patrol Thanksgiving                                     | Il Ringraziamento con la Doom Patrol  | 19 novembre 2021  | 23 marzo 2022   |
| 30 | Glunkakakakah                                                  | Campioni di nascondino                | 27 novembre 2021  | 9 giugno 2022   |
| 31 | Control Freak                                                  | Il telecomando                        | 4 dicembre 2021   |                 |
| 32 | A Holiday Story                                                | La banda delle feste                  | 8 dicembre 2021   | 7 giugno 2022   |
| 33 | The Drip                                                       | Le scarpe perfette                    | 21 febbraio 2022  |                 |
| 34 | S&P                                                            | Il buon esempio                       | 7 marzo 2022      |                 |
| 35 | Belly Math                                                     | La matematica degli addominali        | 8 marzo 2022      |                 |
| 36 | Free Perk                                                      | I Titans assicurati                   | 9 marzo 2022      |                 |
| 37 | Go!                                                            | Il motto                              | 10 marzo 2022     |                 |
| 38 | Finding Aquaman                                                | Alla ricerca di Aquaman               | 14 maggio 2022    |                 |
| 39 | Whodundidit?                                                   | Il mistero del bagno                  | 23 maggio 2022    |                 |
| 40 | Sweet Revenge                                                  | Una dolce vendetta                    | 24 maggio 2022    |                 |
| 41 | Porch Pirates                                                  | I pirati del portico                  | 25 maggio 2022    |                 |
| 42 | A Sticky Situation                                             | L'avventura di Sticky Joe             | 26 maggio 2022    |                 |
| 43 | The Perfect Pitch?                                             | L'idea perfetta                       | 27 maggio 2022    |                 |
| 44 | Pool Season                                                    | Una nuova piscina                     | 1º agosto 2022    |                 |
| 45 | Kyle                                                           | Kyle                                  | 2 agosto 2022     |                 |
| 46 | TV Knight 7                                                    | Gotham City 3057                      | 3 agosto 2022     |                 |
| 47 | We'll Be Right Back                                            | Pubblicità                            | 4 agosto 2022     |                 |
| 48 | Jump City Rock                                                 | Jump City Rock                        | 12 settembre 2022 |                 |
| 49 | Natural Gas                                                    | Gas Naturale                          | 13 settembre 2022 |                 |
| 50 | 50% Chad                                                       | 50% Chad                              | 14 settembre 2022 |                 |
| 51 | The Score                                                      | La colonna sonora                     | 15 settembre 2022 | 17 agosto 2023  |
| 52 | 365!                                                           | Sulle tracce del regista famoso       | 16 settembre 2022 |                 |

## Next Top Talent Idol: Gruppi di ballo - Parte 1
- Robin è rimasto senza un gruppo di ballo, quindi Vibe gli insegna come diventare un break dancer a livello mondiale e un vero giocatore di squadra.